# 懷俄明 (伊利諾伊州)
懷俄明（英語：Wyoming）是一個位於美國伊利諾伊州斯塔克縣的城市。

## 地理
懷俄明的座標為41°03′49″N 89°46′27″W / 41.06361°N 89.77417°W，而該地的平均海拔高度為215米（即705英尺）。

## 人口
根據2010年美國人口普查的數據，懷俄明的面積為2.18平方千米，均為陸地。當地共有人口1429人，而人口密度為每平方千米655.5人。